# Gas, Oil and Water
Gas, Oil and Water er en amerikansk stumfilm fra 1922 af Charles Ray.

## Medvirkende
- Charles Ray som George Oliver Watson
- Otto Hoffman som Henry Jones
- Charlotte Pierce som Susie Jones
- R. Henry Grey som Hobart Rush
- William A. Carroll som  Philip Ashton
- Dick Sutherland som Strang
- Bert Offord som Sánchez